# Rue de Lyon (Marseille)
Pour les articles homonymes, voir rue de Lyon.
La rue de Lyon est une voie marseillaise située dans le 15e arrondissement de Marseille. 

## Situation et accès
Cet axe sud-nord démarre dans le quartier des Crottes à proximité d’anciennes usines démolies dans le cadre de l’opération Euroméditerranée consistant à réaménager le secteur. 
Elle débute avenue Roger-Salengro et se termine avenue de Saint-Louis en desservant l’avenue du Cap-Pinède, les boulevards Oddo et du Capitaine-Gèze, situés non loin du marché aux puces. Elle continue tout droit en passant au-dessus des voies ferrées de la ligne d’Arenc au Canet, puis en traversant le quartier de la Cabucelle jusqu’au chemin de la Commanderie puis oblique légèrement vers l’ouest à l’approche du quartier de Saint-Louis et de la résidence Campagne Lévêque où elle se termine, tout en étant prolongée par l’avenue de Saint-Louis.

## Origine du nom
La rue doit son nom à la ville de Lyon, vu son appartenance à l’ancienne route nationale 8, qui menait en direction de Lyon par cette même route puis par la route nationale 7 à partir d’Aix-en-Provence. 

## Historique
Cette voie s’appelait auparavant « route de la Cabucelle », puis « grande route d’Aix » et « route impériale Nº8 de Paris à Toulon ».
Jusqu’en 2006, elle faisait partie de l’ancienne route nationale 8 qui reliait Aix-en-Provence à Toulon.
La rue subit actuellement des travaux d’élargissement dans le cadre du prolongement du tramway vers le nord de la ville.

## Bâtiments remarquables et lieux de mémoire
- Au no 39 se trouvait une ancienne usine à gaz GDF, démolie aujourd’hui.
- Au no 236 se trouve le collège Rosa-Parks.
- Au no 246 se trouvent le parc François-Billoux ainsi que la mairie du huitième secteur de Marseille.
- Au no 336 se trouve la raffinerie de Saint-Louis Sucre.